# Bebaiotes bucayensis
Bebaiotes bucayensis är en insektsart som beskrevs av Frederick Arthur Godfrey Muir 1924. Bebaiotes bucayensis ingår i släktet Bebaiotes och familjen Achilixiidae. Inga underarter finns listade i Catalogue of Life.